# Alexander Lake
Alexander Lake är en sjö i Kanada.   Den ligger i provinsen Alberta, i den centrala delen av landet, 2 800 km nordväst om huvudstaden Ottawa. Alexander Lake ligger 284 meter över havet. Arean är 6,6 kvadratkilometer. Den sträcker sig 6,9 kilometer i nord-sydlig riktning, och 3,0 kilometer i öst-västlig riktning.
Trakten runt Alexander Lake är nära nog obefolkad, med mindre än två invånare per kvadratkilometer.